# Лоренц Антони
Лоренц Антони (23 септември 1909 – 21 октомври 1991) е албански композитор, диригент и етномузиколог.

## Ранни години
Лоренц Антони е роден на 23 септември 1909 г. в Ускюп (днешно Скопие), в Косовския вилает на Османската империя (днешна Северна Македония). Три години по-късно регионът става първо част от Кралство Сърбия и по-късно Югославия. Той е отгледан като католик в албанската католическа общност в Скопие и е братовчед на Агнеса Гондже Бояджиу (Майка Тереза). От дете участва активно в различни музикални състави на албанците. Учи частно музика в Скопие и Белград. След като завършва образованието си във Философския факултет в Скопие, той се премества във Феризай.

## Кариера
През 1941 г. Антони започва да преподава музика във Феризай, Призрен и Прищина. През 1948 г. Антони създава в Призрен едно от музикалните училища „Йосип Славенски“ в бивша Югославия за начинаещи и средно напреднали музикални изпълнители. Ръководи и дирижира хора на училището. Дирижира и артистите от културното дружество „Агими“ и Симфоничния оркестър на град Призрен.
За изучаването на фолклора Антони пише седемтомна творба върху албанската народна музика от Косово, Македония, Черна гора и Южна Морава. Той също така композира около 200 музикални композиции, предимно вокални пиеси.

## Признание
В Призрен има музикално училище на името на Антоний. Музикалното училище „Лоренц Антони“ има шест класа, 52 ученици и 21 учители.

## Смърт
Антони умира на 21 октомври 1991 г. в Прищина, Югославия.